# Madeleine Falk
Madeleine Falk (* als Madeleine Falkskog) ist eine schwedische Schauspielerin, Akrobatin und Ballerina.

## Leben
Falk wurde in Schweden geboren. Sie besuchte von 1989 bis 1992 die The Ballet Academy in Göteborg. Sie erhielt ein Stipendium vom damaligen Premierminister Ingvar Carlsson, mit dessen Hilfe sie ab 1993 bis 1995 das Lee Strasberg Theatre and Film Institute in New York City und Los Angeles besuchte. Seit dem 14. Januar 1994 ist sie mit dem Seilspringer Louis Garcia verheiratet. Die beiden haben zwei gemeinsame Kinder. Mit ihrem Mann tritt sie als Akrobatin in Stelzenlaufen, Jonglieren, Trick Jump Rope, Walking Ball und Hoop Dancing auf.
Mitte der 1990er Jahre debütierte Falk als Schauspielerin. Von 1998 bis 2001 war sie in fünf Episoden der Fernsehserie The Heartbreak Cafe. Sie wirkte 2002 im Fernsehfilm Meine Tochter ist keine Mörderin mit. Ihre Kenntnisse kamen ihr für ihr Schauspiel in der Fernsehserie Für alle Fälle Amy zugute, wo sie in vier Episoden eine Straßentänzerin darstellte. Sie spielte in Fernsehdokuserien Chronologie des Grauens, Trautes Heim, Mord allein Verflucht – Übersinnlich und unerklärlich, Doomsday: 10 Ways the World Will End, Murder Among Friends oder Deadly Sins – Du sollst nicht töten. 2021 war sie im Tierhorrorfilm Aquarium of the Dead in der größeren Rolle der Dr. Karen James zu sehen.

## Filmografie (Auswahl)
- 1993: Legal Briefs
- 1998–2001: The Heartbreak Cafe (Fernsehserie, 5 Episoden)
- 2000: CSI: Vegas (CSI: Crime Scene Investigation, Fernsehserie, Episode 1x01)
- 2002: Meine Tochter ist keine Mörderin (My Daughter’s Tears, Fernsehfilm)
- 2003: Tir Nan Og (Kurzfilm)
- 2003: The Killer Within Me
- 2003–2004: Für alle Fälle Amy (Judging Amy, Fernsehserie, 4 Episoden)
- 2004: Pan Dulce
- 2005: From Behind the Sunflower
- 2006: Snakes on a Train
- 2006: The Divorce Ceremony
- 2007: Tumbling After
- 2007: Looking4realove.com (Kurzfilm)
- 2008: The Seekers
- 2009: The Fresh Beat Band (Fernsehserie, Episode 1x09)
- 2010: Cold Case – Kein Opfer ist je vergessen (Cold Case, Fernsehserie, Episode 7x14)
- 2011: Kidnap & Rescue (Fernsehserie, Episode 1x04)
- 2011: Killer Outbreaks (Fernsehserie, 2 Episoden)
- 2012: Golden Winter – Wir suchen ein Zuhause (Golden Winter)
- 2012: Squeeze (Miniserie)
- 2014: A Reason
- 2014: TLC Presents (Fernsehserie)
- 2014: Outrageous 911 (Fernsehserie)
- 2015: Summer in the Water (Kurzfilm)
- 2015: I'm Gabrielle (Kurzfilm)
- 2014–2016: Chronologie des Grauens (Murder Book, Fernsehdokuserie, 2 Episoden, verschiedene Charaktere)
- 2015–2016: Trautes Heim, Mord allein (Blood Relatives, Fernsehdokuserie, 2 Episoden, verschiedene Charaktere)
- 2016: Verflucht – Übersinnlich und unerklärlich (A Haunting, Fernsehdokuserie, Episode 8x10)
- 2016: Being Her Friend (Kurzfilm)
- 2016: The Coroner: I Speak for the Dead (Fernsehserie, Episode 1x10)
- 2016: Doomsday: 10 Ways the World Will End (Fernsehdokuserie, Episode 1x02)
- 2016: Married with Secrets (Fernsehdokuserie, 2 Episoden, verschiedene Charaktere)
- 2017: Triangles
- 2017: Murder Among Friends (Fernsehdokuserie, Episode 2x09)
- 2017: Deadly Sins – Du sollst nicht töten (Deadly Sins, Fernsehdokuserie, Episode 6x07)
- 2017: Evil Things (Miniserie, Episode 1x02)
- 2017: Treasures
- 2018: The Night That Didn't End (Fernsehserie, Episode 1x06)
- 2018: A Dog & Pony Show
- 2018: The Clueless (Fernsehfilm)
- 2018: Extreme Measures (Fernsehserie, Episode 1x01)
- 2018: Manny Fantasma (Fernsehfilm)
- 2018: Crazy Love (Fernsehserie, Episode 1x06)
- 2019: The Face of Evil (Fernsehserie, Episode 1x04)
- 2019: Another Satisfied Customer (Kurzfilm)
- 2019: Courting Death (Kurzfilm)
- 2020: A Safe Guide to Dying (Kurzfilm)
- 2021: A Model Human (Kurzfilm)
- 2021: Aquarium of the Dead
- 2021: The Killer in My Backyard (Fernsehfilm)
- 2022: Something Bit Me (Fernsehdokuserie, Episode 1x05)